# Hale Center
Hale Center är en stad i Hale County i delstaten Texas. Staden har en befolkning på 2 062 (år 2020). Den har enligt United States Census Bureau en area på totalt 3,7 km², allt är land.